# Macromedia
Macromedia (NASDAQ: MACR) foi uma empresa de desenvolvimento de software gráfico e web. Formada em 1992 sendo uma fusão da Authorware, Inc. (criadores do Authorware) e MacroMind-Paracomp (criadores do Macromind Director). A sua sede estava localizada em São Francisco, Califórnia.  
Em 18 de Abril de 2005, a Adobe Systems anunciou um acordo para a compra da Macromedia em uma transação de compra total das ações de cerca de 3.4 bilhões de dólares.

## Produtos
Atuais
- Adobe Flash (antes Macromedia Flash)
- Adobe Shockwave (antes Macromedia Shockwave Player)
- Adobe Dreamweaver (antes Macromedia Dreamweaver)
- Adobe Director (antes Macromedia Director)

Descontinuados
- Macromedia Authorware
- Macromedia Breeze
- Macromedia Captivate
- Macromedia Central
- Macromedia ColdFusion
- Macromedia Contribute
- Macromedia Flash Communication Server
- Macromedia FlashCast
- Macromedia Flashpaper
- Macromedia Flex
- Macromedia FreeHand
- Macromedia Fireworks
- Macromedia JRun
- Macromedia Robohelp
- Macromedia Web Publishing System
- Macromedia Backstage Designer
- Macromedia HomeSite
- Macromedia RoboLinker
- Macromedia RoboPresenter
- Macromedia RoboHelp for Framemaker
- Macromedia RoboPDF
- Macromedia SoundEdit 16

Vendidos para outras empresas
- Macromedia Fontographer